# Leptodon forbesi
Il nibbio dal collare bianco (Leptodon forbesi Swann, 1922) è un rarissimo rapace della famiglia degli Accipitridi originario del Brasile nord-orientale. Il nome scientifico commemora lo zoologo britannico William Alexander Forbes.

## Descrizione
Considerato solo recentemente come una specie distinta, il nibbio dal collare bianco ha la sfortunata particolarità di essere uno dei rapaci più minacciati del mondo. Questo grosso nibbio, lungo 49–50 cm e pesante 550-580 g, ha una colorazione nerastra sul dorso e bianca sul ventre, con il margine anteriore dell'ala e le copritrici del sottoala bianchi. Possono inoltre essere presenti macchie bianche sulla spalla e all'estremità delle secondarie, ma queste ultime due caratteristiche sono difficili da individuare negli esemplari selvatici. La testa è di colore variabile dal bianco al grigiastro con, come indica il nome, un collare bianco attorno al collo, e sulla coda possono esserci una o due bande scure. Le ali del nibbio dal collare bianco sono piuttosto larghe e smussate, la coda è relativamente lunga e arrotondata, e la testa è piccola, con un becco sottile.
Il nibbio dal collare bianco era considerato in passato una possibile variante di un suo parente molto stretto, il nibbio testagrigia, Leptodon cayanensis. Tuttavia, si differenzia dagli esemplari adulti di nibbio testagrigia per il collare bianco, il margine anteriore delle ali bianco anziché nero, le copritrici del sottoala bianche, la fronte di un bianco più intenso, e la differente colorazione della coda. Gli esemplari giovani della forma chiara di nibbio testagrigia si distinguono dal nibbio dal collare bianco per avere la regione dorsale di una tonalità più marroncina, il vertice nero e penne dalle estremità nere sulla regione ventrale.

## Distribuzione e habitat
Il nibbio dal collare bianco è presente in pochissime località degli stati di Pernambuco e Alagoas nel Brasile nord-orientale, ed è stato recentemente avvistato anche in una località più a sud, nello stato di Sergipe.
Questa specie abita nella foresta costiera atlantica, fino a circa 600 m di quota.

## Biologia
Conosciamo molto poco riguardo alla biologia e al ciclo vitale del nibbio dal collare bianco. Tuttavia, è probabile che le sue abitudini non si discostino molto da quelle del nibbio testagrigia, che si nutre di una vasta gamma di insetti oltre che di uova, nidiacei, rane, lucertole, serpenti e molluschi. Il nibbio testagrigia costruisce un'esile piattaforma-nido fatta di rametti e bastoncini, in alto nella volta della foresta, e depone una covata di due o tre uova. I ricercatori hanno osservato due esemplari della specie realizzare il «volo circolare collettivo» (mutual soaring), nel quale un individuo seguiva la traiettoria dell'altro, e il «volo a farfalla» (butterfly display), in cui uno degli individui riduceva la sua velocità di volo rimanendo quasi statico in quanto manteneva le ali in posizione orizzontale e batteva la punta delle stesse con movimenti rapidi ma distinti. Tra i richiami emessi da questa specie figurano una rapida serie di brevi ed elevate note che risuonano come un kua-kua-kua-kua, nonché un richiamo nasale che somiglia talvolta a quello di un pavone.

## Conservazione
Con una popolazione totale stimata a forse meno di 100 esemplari adulti, ed un areale estremamente ristretto e frammentato, il nibbio dal collare bianco è probabilmente il rapace più minacciato del Sudamerica, nonché uno degli uccelli più rari del mondo. La foresta costiera atlantica del Brasile è gravemente minacciata dalla deforestazione, provocata dal dissodamento per fare spazio a piantagioni di canna da zucchero e dalla pressione dell'urbanizzazione. Entro l'areale della specie, la deforestazione incontrollata ha drasticamente ridotto la copertura forestale a meno dell'uno per cento della sua estensione originaria, e i piccoli frammenti di foresta rimasti sono sotto la continua minaccia dell'abbattimento, oltre che degli incendi. Inoltre, la scarsità di notizie riguardanti il nibbio dal collare, il cui stesso rango di specie vera e propria era ancora messo in dubbio nel 2005, ostacola i tentativi di conservazione.
Il nibbio dal collare bianco compare nell'Appendice II della Convenzione sul Commercio Internazionale delle Specie Minacciate (CITES), vale a dire ogni commercio internazionale della specie deve essere attentamente monitorato. Inoltre, una vasta area nel comune di Murici, nell'Alagoas, è protetta dalla legge, e organizzazioni come l'Instituto para a Preservação da Mata Atlântica (IPMA) sono all'opera per creare riserve forestali su terreni appartenenti a privati. È richiesta urgentemente l'attuazione di ulteriori sopralluoghi e ricerche su questa specie, nonché di studi per verificare il suo stato tassonomico mediante l'impiego di analisi genetiche. Anche la designazione di Murici come riserva biologica e la protezione di altre aree forestali, quali la Mata do Coimbra, nel comune di Ibateguara, anch'essa nell'Alagoas, saranno importanti per la protezione della specie. I rapaci sono «specie bandiera» ideali e carismatiche ai fini della conservazione, e di conseguenza ogni progetto per conservare questo nibbio gravemente minacciato sarà utile anche per molte altre specie minacciate che condividono il suo fragile habitat.